# Brétigny (Eure)
Brétigny – miejscowość i gmina we Francji, w regionie Normandia, w departamencie Eure.
Według danych na rok 1990 gminę zamieszkiwały 174 osoby, a gęstość zaludnienia wynosiła 32 osoby/km² (wśród 1421 gmin Górnej Normandii Brétigny plasuje się na 727. miejscu pod względem liczby ludności, natomiast pod względem powierzchni na miejscu 653.).